# CBC News

Emblema de CBC News.

CBC News es una división canadiense de la CBC/Radio-Canada, fundada en 1941. Es responsable de la recopilación de noticias. CBC News es la mayor emisora de noticias en Canadá.[cita requerida]